# Siphanta occidentalis
Siphanta occidentalis är en insektsart som beskrevs av Fletcher 1985. Siphanta occidentalis ingår i släktet Siphanta och familjen Flatidae. Inga underarter finns listade i Catalogue of Life.